# Омикрон
Омикрон (главна буква Ο, малка буква ο) е петнадесетата буква от гръцката азбука. В гръцката бройна система с тази буква се означава 70.